# Auguste Reverdin
Auguste Reverdin (né à Genève le 2 décembre 1848 et mort dans la même ville le 18 juin 1908) est un médecin, chirurgien et professeur suisse.

## Biographie
Fils cadet de Jaques Pierre Jean Reverdin, banquier à Genève, et d'Amélie Augustine Janot, Auguste Reverdin étudie la médecine à l'université de Strasbourg, où il obtient un doctorat en 1874, et également à Paris. Après ses études, il travaille pour le service ambulancier de Paris et exerce également dans des hôpitaux étrangers. En 1879, Auguste Reverdin revient à Genève, où avec l'architecte Adolphe Reverdin (son grand-père) et Jaques Louis Reverdin (son cousin germain), il fonde la première clinique privée de la ville l'année même de son retour en Suisse. D'abord assistant de son cousin, Auguste Reverdin réalise de nombreuses thyroïdectomies et documente soigneusement ses observations qu'il publie en 1883. En 1887, Reverdin est nommé professeur particulier, puis professeur de chirurgie à l'université de Genève en 1899.
Auguste Reverdin est l'inventeur de plusieurs instruments médicaux, ainsi que d'équipements d'anesthésie et de désinfection. En 1895, il remporte un important prix médical de l'Académie nationale de médecine de Paris, le prix Laborie, conjointement avec le professeur Léon Massol, grâce à son ouvrage Antisepsie et Asepsie chirurgicales. Il a également été honoré de plusieurs prix étrangers et a été membre de plusieurs organisations médicales, dont la Société de la crémation des corps, l'Académie nationale de médecine (depuis le 28 mai 1901) et la Société de chirurgie de Paris. En septembre 1898, il procède à l'autopsie du corps de l'impératrice Élisabeth d'Autriche (connue sous le nom de « Sissi »), assassinée à Genève.
En 1904, Auguste Reverdin était l'un des nombreux médecins qui ont nommé Ilya Ilitch Metchnikov pour le prix Nobel de médecine, qui a finalement été remporté par Ivan Petrovich Pavlov. Metsjnikov remporte plus tard, en 1908, ce prix Nobel. Auguste Reverdin, mari depuis 1880 de Thérèse Agnès Patron, est le père d'Albert Reverdin, médecin également.

## Publications
- Jaques-Louis Reverdin et Auguste Reverdin, Note sur vingt-deux opérations de goître, Genève, Georg, 1883, 130 p.
- Auguste Reverdin, Antisepsie et asepsie chirurgicales, Paris, Kessinger Publishing, 1894, 255 p. (ISBN 978-1-168-09012-6, lire en ligne).